# Libnotes (Goniodineura) lacrimula
Libnotes (Goniodineura) lacrimula is een tweevleugelige uit de familie steltmuggen (Limoniidae). De soort komt voor in het Australaziatisch gebied.